# نيسان ميكرا
نيسان ميكرا، (يالإنجليزية: Nissan Micra) والمعروفة في أمريكا اللاتينية ومعظم دول آسيا بنيسان مارس، نيسان هي سيارة سوبرميني  تقوم بإنتاجها الشركة اليابانية نيسان منذ عام 1982.
في أواخر السبعينيات، خططت نيسان لتوسيع تشكيلتها من خلال إنتاج سيارة مدمجة، أصغر من بولسار، لمواجهة نجاح تويوتا ستارليت. تم تعيين أوسامو إيتو، المهندس الذي عمل لدى برنس، لقيادة المشروع. التحدي هو إنشاء سيارة اقتصادية، سهلة القيادة وجذابة، مع مساحة كافية لاستيعاب أربعة بالغين. بهدف الحصول على مهنة دولية، تعاقدت نيسان على تصميمها مع الشركة الإيطالية جويجارو (بالإنجليزية: Italdesign-Guigiaro). في أكتوبر 1981 بعد ثلاث سنوات من الدراسات، تم تقديم نموذج أولي يسمى NX-018 في معرض طوكيو للسيارات الرابع والعشرين. حيث يكتشف الجمهور سيارة محببة، مدروسة جيدًا، تحتوي على محرك صغير سعة 1.0 لتر يقود العجلات الأمامية تحت غطاء محرك السيارة. وفي نهاية العرض، أطلقت نيسان حملة وطنية واسعة تعرض على اليابانيين تسمية السيارة بأنفسهم. زاد الحماس لأن المقترحات تصل بالآلاف على مدى ثلاثة أشهر. بعد المداولات، قامت نيسان بالتصويت لإسم قوي «مارس».
كانت سيارة مارس أصغر سيارات نيسان، إلى أن بدأت نيسان في بيع سيارات السوبر ميني المعاد تصميمها من مصانع يابانية أخرى.
حلت نيسان ميكرا محل نيسان شيري اليابانية. كانت المنتج الرئيسي لشبكة وكلاء نيسان اليابانية حتى عام 1999 عندما تم دمج مجموعة «شيري» مع نيسان رد ستدج حتى عام 2003. تم إدخال الإصدار الأصلي من ميكرا إلى السوق اليابانية في تشرين الأول / أكتوبر 1982 كمنافسة إلى هوندا سيتي، دايهاتسو شاريد، سوزوكي كالتسو تويوتا ستارليت. بهدف إزالة نيسان شيري من قائمة الشركات المنافسة في قطاع السوبرميني.
تسلم نيسان موديلاتها الأولى إلى الوكلاء اليابانيين في أكتوبر 1982، في البداية فقط في 3 أبواب. كسيارة مدنية حقيقية، اشتملت مارس على قياسات بطول 3.785  متر وعرض 1.560  متر وارتفاع 1.395  متر .

## الجيل الأول (K10 ؛ 1982)

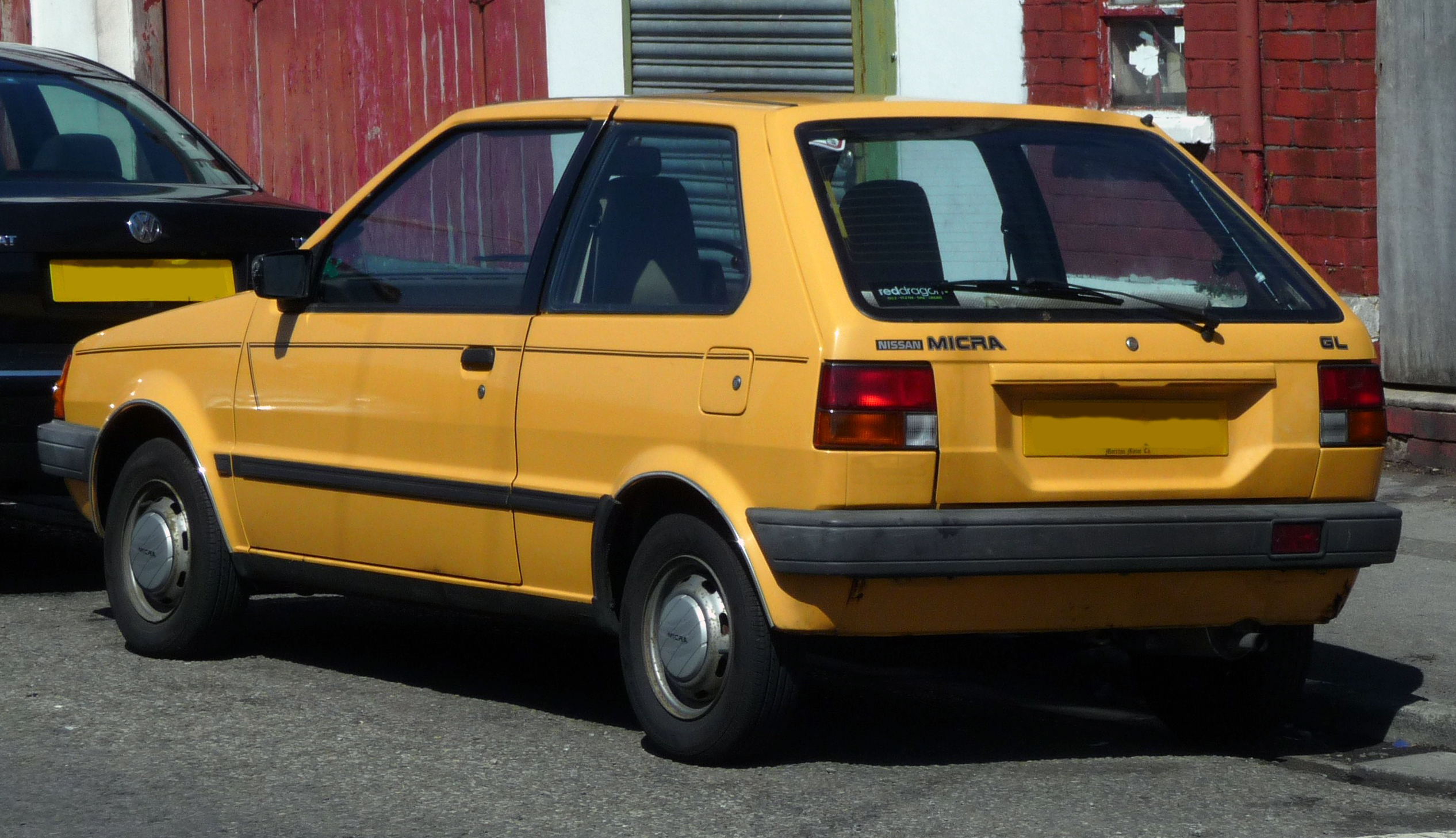
تظهر ميكرا في وقت مبكر تصميم الباب الخلفي الأصلي قبل 85.5 سنة

بداية، تم تصميم هيكل السيارة لشركة فيات كبديل ل فيات 127 ، ولكن فيات اعتمدت أونو بدلا من ذلك.
بعد ذلك تم طرحه في السوق الأوروبية في يونيو 1983، وفي كندا في عام 1984.عُرفت السيارة باسم «داتسون - نيسان ميكرا». وبحلول نهاية عام 1984 اختفت شارات داتسون تمامًا.
كانت ميكرا متوفرة في البداية بمحرك MA10S SOHC المصنوع بالكامل من الألومنيوم. في حين سيارات السوق الأوروبية المتقدمة 50 حصان متري (37 كـو؛ 49 حصان) أو 55 حصان متري (40 كـو؛ 54 حصان) . كانت متوفرة أيضًا مع ناقل حركة أوتوماتيكي، أربع سرعات أو خمس سرعات. كانت كل من علب التروس الأوتوماتيكية وعلبة التروس اليدوية ذات الخمس سرعات غير عادية في سيارة سوبر ميني في هذا الوقت. نموذج نيسان ماتيك كان في الأصل 60 حصان متري (44 كـو؛ 59 حصان) نسخة المحرك سعة 1 لتر.
كانت في ذلك الوقت واحدة من عدة سيارات صغيرة مهمة تم إطلاقها في السوق الأوروبية خلال عام 1983. كما تم إطلاق فيات أونو وبيجو 205 وفوكسهول نوفا في ذلك العام (طراز بريطاني فقط تم إطلاقه في جميع أنحاء أوروبا في العام السابق باسم أوبل كورسا) والجيل الثاني من فورد فييستا. بيعت بشكل جيد في بريطانيا، حيث تم إطلاقها هناك في يونيو 1983 وبلغت ذروتها بأكثر من خمسين ألف وحدة مبيعات في عام 1989، وكانت واحدة من أكثر السيارات المستوردة شعبية في عصرها.
تم تعديل النموذج في يونيو 1985، ويمكن التعرف عليه من خلال الباب الخلفي المعاد تصميمه ومجموعة المصابيح الخلفية الكبيرة. لم يتم بيع هذا الإصدار في أوروبا، حيث كانت المحركات الوحيدة المتوفرة على الإطلاق هي وحدات 1.0 و 1.2. 1.2 . أنتجت نسخة غير معتمدة بقوة 60 حصان. تم إجراء تعديلات أخرى في مارس 1989، والتي تتكون من بعض التحسينات الطفيفة مثل مصدات أعمق، وشبكة أمامية جديدة، وتفاصيل داخلية طفيفة، وتغييرات في المصابيح الأمامية. كان هذا أيضًا عندما تم تقديم نسخة هاتشباك ذات الخمسة أبواب في أوروبا، قبل وقت قصير من إطلاق فورد للجيل الثالث من فيستا، والذي قدم أيضًا طرازًا بخمسة أبواب لأول مرة.
أثار هيكل ميكرا الذي تم إطلاقه في معرض طوكيو للسيارات في عام 1985 نوعاً من الجدل (ولكن لم يتم بيعه حتى عام 1987) وتم بيع عشرة آلاف وحدة فقط. في عام 1987، تم إطلاق سيارة هاتشباك باو، التي يعلوها قماش الكانفاس ذات المظهر التقليدي (أيضًا في معرض طوكيو للسيارات) وبيعت للجمهور في عام 1989 ؛ تم بيع 51,657 وحدة. بعد ذلك تم الكشف عن سيارة كوبيه التي تعلوها قماش الكانفاس في نفس المعرض في عام 1989، ولكن لم يتم إصدارها حتى عام 1991. نظرًا لأن الطلب على سيارة فيجارو (بالإنجليزية: Figaro) تجاوز عشرين ألف مركبة تم تصنيعها، باعت نيسان السيارة عن طريق اليانصيب. توقف إنتاج K10 في 21 ديسمبر 1992.
اكتسبت ميكرا سمعة طيبة من حيث الموثوقية والاقتصاد. وفي عام 1995، تصدرت فئة السيارات الصغيرة في تقييم للموثوقية قامت به جمعية السيارات الألمانية (ADAC) ، مع 7.5 أعطال مسجلة لكل ألف سيارة لشركة ميكرا البالغة من العمر أربع سنوات و 11.5 للسيارات القديمة البالغة من العمر ستة سنوات، هذا بالمقارنة مع 8.0 أعطال لكل ألف سيارة لفولكس فاجن بولو البالغة من العمر أربع سنوات و 15.3 للسيارات البالغة من العمر ست سنوات. (كان الخاسر في الفئة هو فيات أونو مع 20.7 عطل لكل ألف سيارة عمرها أربع سنوات و 37.3 لأونوس البالغة من العمر ست سنوات.
بالنسبة لعام 1991، دخلت نيسان سنترا B12 إلى كندا لتحل محل ميكرا باسم نيسان سينترا كلاسيك بعد أن أعلنت نيسان أنها لن تصدر ميكرا إلى كندا بعد عام 1991. أما عن سينترا الكلاسيكية فقد تم تصنيعها في المكسيك.

### سوبر اس - سوبر تربو
أصبح طراز سوبر اس في السوق الأوروبي متاحًا مع عملية تعديل الوجه الثانية في عام 1989. تضمنت سوبر اس الرياضية مجموعة هيكل المصنع ومقاعد السباق ومقياس سرعة الدوران وكانت متوفرة فقط باللون الأسود والرمادي والأبيض والأحمر. على الرغم من مظهره، فقد كان لديه نفس محرك MA12 مثل ميكرا K10 .
في عام 1988، أطلقت نيسان سلسلة محدودة مكونة من 10 آلاف وحدة من سيارات نيسان 1989 ميكرا سوبر توربو (EK10GFR / GAR) (المعتمدة).  تأتي هذه السيارة إما مع 3 سرعات أوتوماتيكية أو علبة تروس يدوية 5 سرعات، بالإضافة إلى خيارات مثل تكييف الهواء والمرايا الكهربائية. لا يزال ميكرا سوبر تربو يحمل لقب ميكرا الأسرع إنتاجًا في تاريخ نيسان، مع أرقام أداء المصنع من 7.7 ثانية للانتقال من 0 إلى 100 كم / ساعة (62 ميل في الساعة) و 15.5 ثانية لتشغيل ربع ميل. تبلغ سرعته القصوى 180 كم/ساعة.
- نيسان مكرا خمسة باب
- نيسان مكرا ( 1989–1992)
- نيسان مكرا من الخلف
- نيسان مكرا سوبر اس
- نيسان مكرا سوبر توربو

## الجيل الثاني (K11 ؛ 1992)

### Micra K11 (1992-1997)

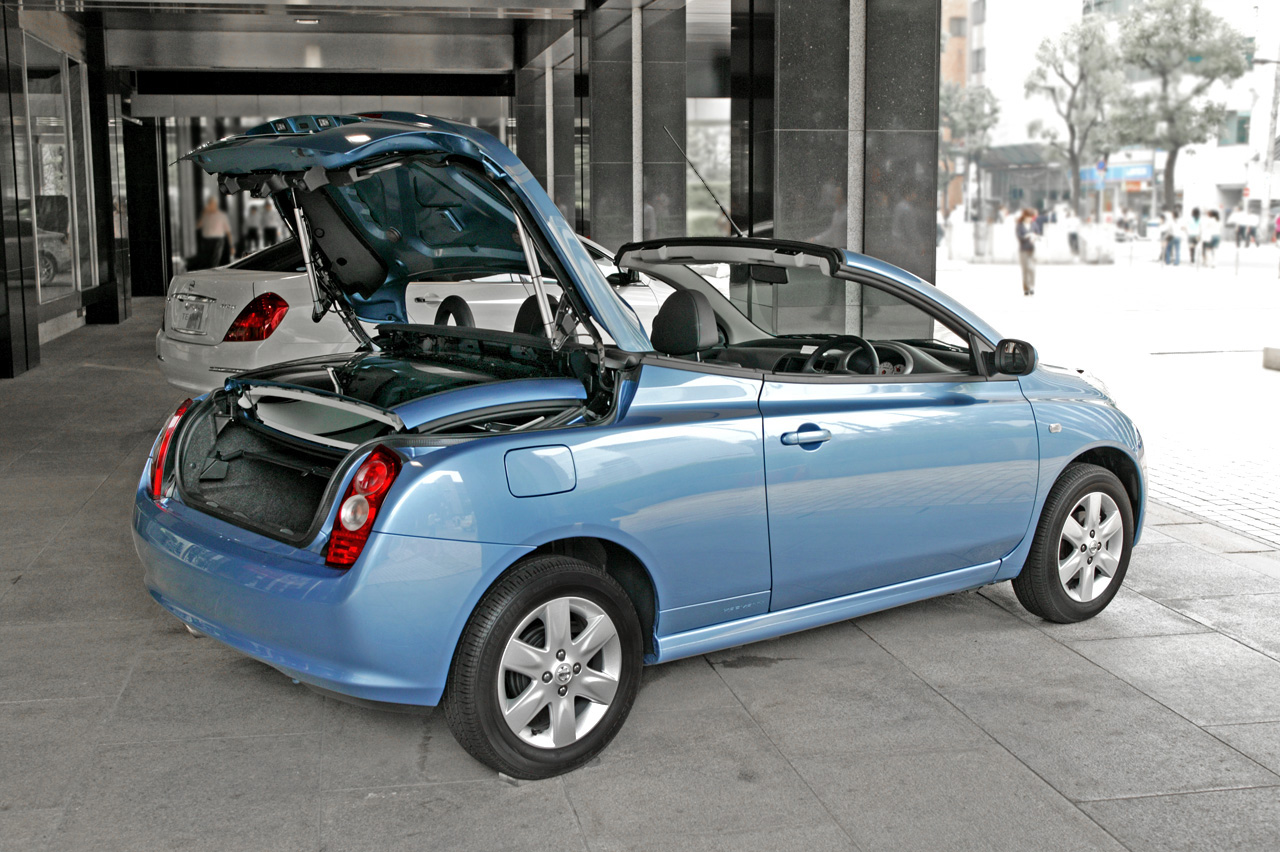
نيسان ميكرا سي + سي

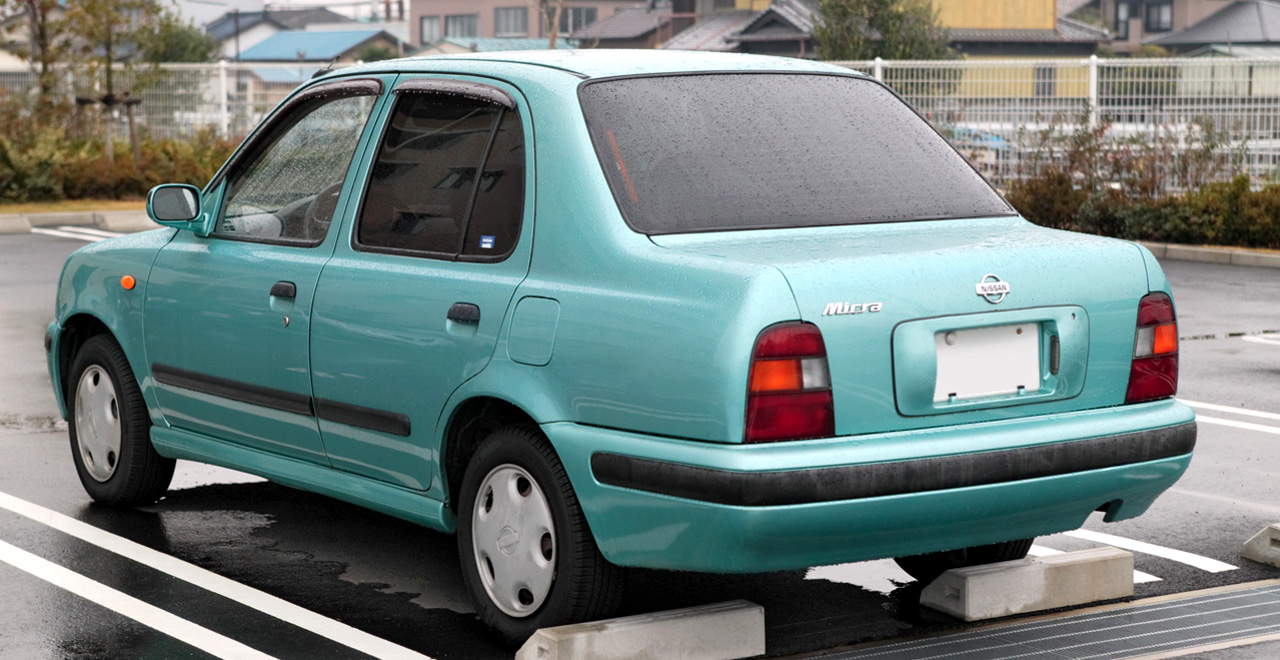
صممت تايوان سيارة نيسان مارش سيدان قبل تجميلها

تم تصميم الجيل الثاني من K11 في المملكة المتحدة واليابان وتايوان. تم إطلاقه في اليابان في يناير 1992، وتم إصداره في أوروبا في الربع الأخير من العام. كان مدعومًا من جديد بالكامل من الألومنيوم. كان هذا ثاني خط طراز نيسان يتم إنتاجه في المملكة المتحدة في مصنع نيسان.
أهم ما كان يميز هذا الإصدار الوسائد الهوائية، والمكابح المانعة للانغلاق، والنوافذ الكهربائية، والقفل المركزي، وتكييف الهواء إما معدات قياسية أو خيارات في بعض الموديلات في مجموعة ميكرا. تألفت مجموعة الطرازات الأوروبية من 1.0L و LX و 1.3LX و SLX و Super S. وسرعان ما فازت السيارة بجائزة سيارة العام الأوروبية لعام 1993 (أول سيارة يابانية تفعل ذلك) وجائزة التصميم التجاري والصناعي في اليابان (بالإنجليزية:Good Design) إلى جانب جائزة سيارة العام في اليابان عام 1992. عند تقديمها في عام 1993، فازت بجائزة سيارة العام للباحثين والصحفيين في اليابان. بعد حصولها على العديد من الجوائز. تضمنت التغييرات عن الطرازات الأولى شبكة أمامية ومصابيح أمامية معدلة، ومؤشرات بيضاوية بدلاً من مؤشرات التكرار الجانبية المستديرة، ومصدات أمامية وخلفية معاد تصميمها، وهوائي لاسلكي تم تغيير موضعه من من أعلى العمود الأيمن إلى منتصف السقف باتجاه الخلف، وتغييرات كبيرة في المقصورة الداخلية ولوحة القيادة، وعدسات الإضاءة الخلفية المعاد تصميمها.
في أواخر عام 2000، تضمنت التغييرات الخارجية الأخرى مصابيح جديدة على المصد، وتعديل الجزء السفلي من الجسم، وإشارات الانعطاف البرتقالية وبعض التغييرات الطفيفة في الداخل. تضمنت التغييرات الأخرى ممسحة خلفية معاد تصميمها موضوعة بشكل أفقي بدلاً من أن تكون عمودية، وتم تقليل حجم مصباح الفرامل وتركيبه في الجزء العلوي من النافذة الخلفية.
- نيسان مكرا
- نيسان مكرا
- نيسان مارس
- نيسان مارس كوبيه
- نيسان مارس - التعديل الثالث

### بوليرو

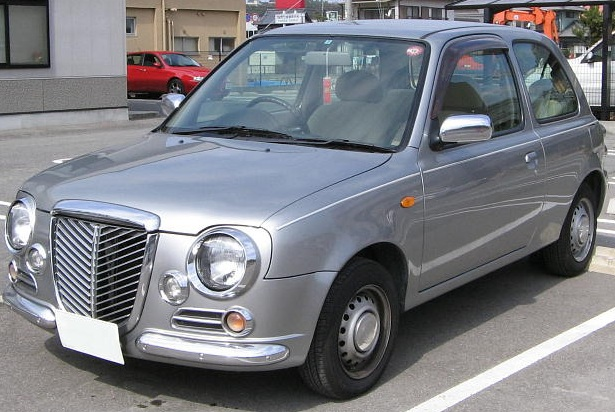
مارس بوليرو (اليابان)

كانت سيارة بوليرو (بالإنجليزية: Bolero) نموذجًا فاخرًا متوفرًا في أسواق معينة من 1999 إلى 2003. تتميز بتصميم خارجي جديد ومختلف، وبها مقاعد جلدية.كان الطراز ذو الواجهة المختلفة متاحًا أيضًا في تايوان باسم نيسان فريتا (بالإنجليزية: Nissan Verita).

### سوبر اس
كان الطراز سوبر اس متاحًا في 1993-1997، ثم تم تغيير الاسم إلى SR . تشمل الاختلافات أقفال أسرع قليلًا بمقدار 3.6 لفة، ومصدات أمامية وخلفية مختلفة، ومصابيح ضباب أمامية، وطفاية سجائر خلفية، مقياس سرعة الدوران، مقاعد مدعمة بشكل أكبر، مقاعد خلفية قابلة للطي ومقسمة ومكبر صوت خلفي. لا تزال ميزات مثل النوافذ الكهربائية، إضافات اختيارية.

## الجيل الثالث (K12 ؛ 2002)

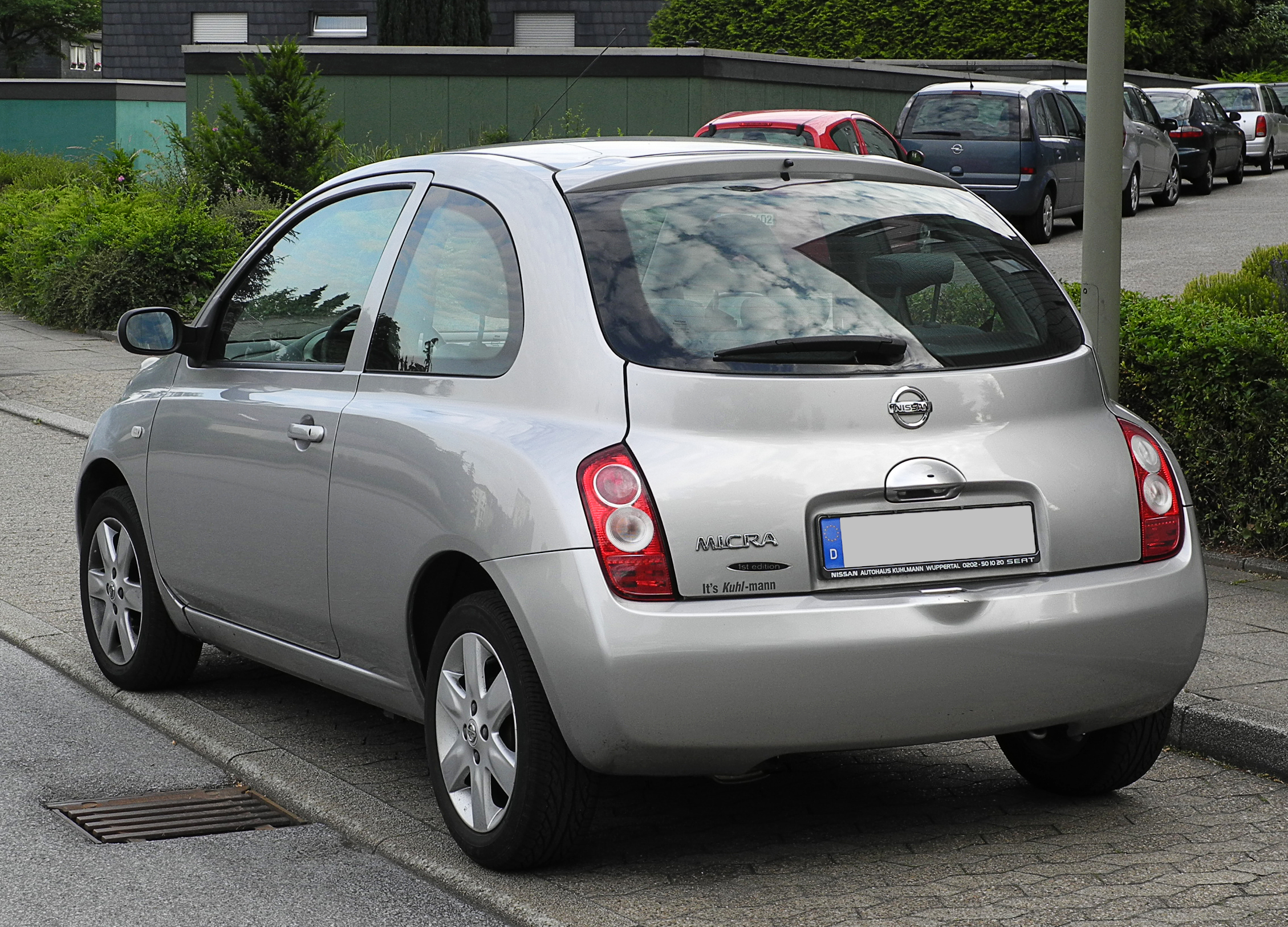
2002-2006 نيسان ميكرا 3 أبواب (أوروبا)

تم كشف الستار عن النسخة التالية من ميكرا K12 ، في معرض باريس للسيارات 2002،  باتباع خطوط سيارة نيسان MME التي تم تقديمها في العام السابق في معرض فرانكفورت للسيارات. تم تقديمه إلى السوق اليابانية في فبراير 2002 والسوق الأوروبية في نهاية عام 2002. تمت إعادة تصميم السيارة بشكل جذري: ظهرت بقاعدة عجلات أطول 70مم (تم تطويرها مع رينو) وشكل خارجي أكثر انحناءًا وأطول وأعرض قليلاً. وكان أبرز ما يميزها هو زوج من المصابيح الأمامية البارزة التي امتدت إلى سطوح الجناح. تزامنت إعادة التصميم مع إعادة تسمية شبكة وكلاء نيسان اليابانية شيري إلى نيسان رد ستادج (بالإنجليزية: Nissan Red Stage) في عام 1999. تضمنت الإضافات الأخرى مقعدًا خلفيًا منزلقًا وخيار التشغيل بدون مفتاح (بالريموت كنترول) في الموديلات ذات المواصفات الأعلى. تضمنت مجموعة المحركات طرازي وقود محسنين 1.2 (CR12DE) و 1.4 (CR14DE)، ووحدة ديزل 1.5 من مصادر رينو (K9K). تم استبدال ناقل الحركة الأوتوماتيكي CVT للنموذج السابق بناقل حركة أوتوماتيكي تقليدي.

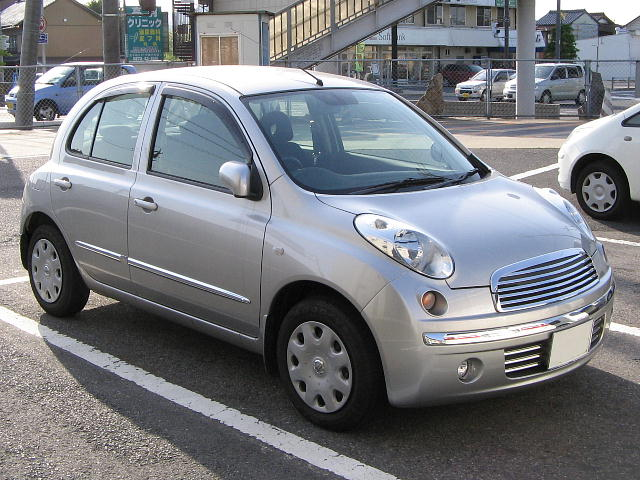
نيسان مارش رافيت

### نيسان ميكرا آر (2003)
في عام 2003، كشفت نيسان عن سيارة جديدة، سيارة K12 . تم عرض التصميم في معرض جنيف للسيارات. في عام 2005، قررت شركة نيسان استبدال محرك Primera بمحرك VQ35DE مع علبة تروس Altima SE-R معدلة لسهولة الاستخدام على الطريق. تم تعميد هذا النموذج باسم 350SR ، على الرغم من أنه لم يكن معروضًا للبيع. تشمل التعديلات الأخرى على هذه السيارة قوسًا خلفيًا، ومجموعة من العجلات من نوع «الأشعة» (بالإنجليزية: Rays).

### تحديث 2004

#### نيسان ميكرا (2004-2007)

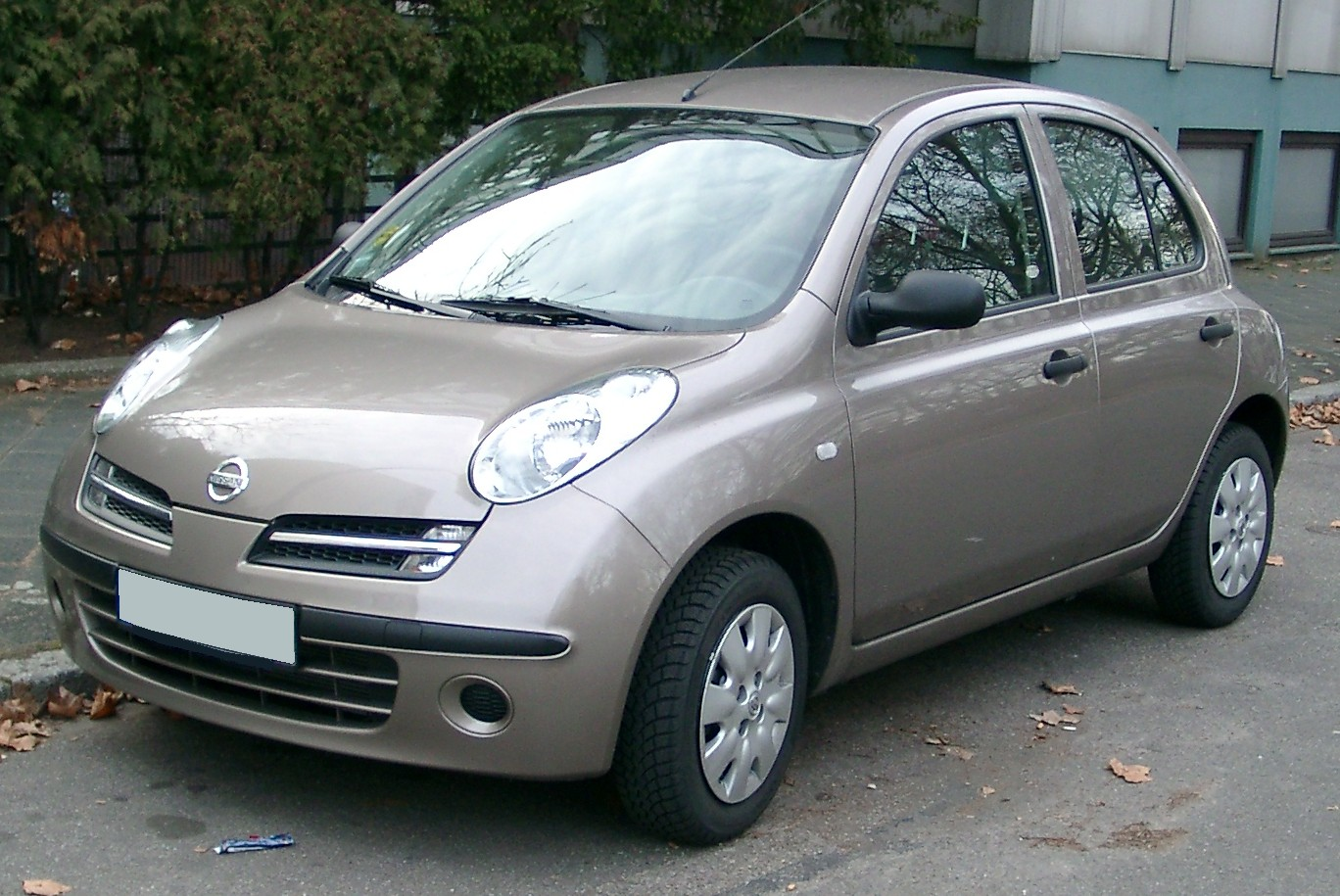
2006 شد الوجه بمصابيح مؤشر أمامية واضحة

وتشمل التغييرات إضافة مصابيح مؤشر أمامية، وتصميم جديد من سبعة أذرع لأغطية العجلات مقاس 15 بوصة، ومرايا أبواب كهربائية ومقابض أبواب بلون الهيكل، ومقاعد أمامية مع دعم محسّن، وإضافة أجهزة تحكم عن بعد لنظام الصوت للقرص المضغوط وجهاز كمبيوتر للقيادة. على الرغم من إضافة مصابيح مؤشر واضحة في عام 2004، لم تتلقها جميع الطرز. احتفظت بعض منتجات ميكرا بمصابيح المؤشر الأصلية

### تحديث 2005

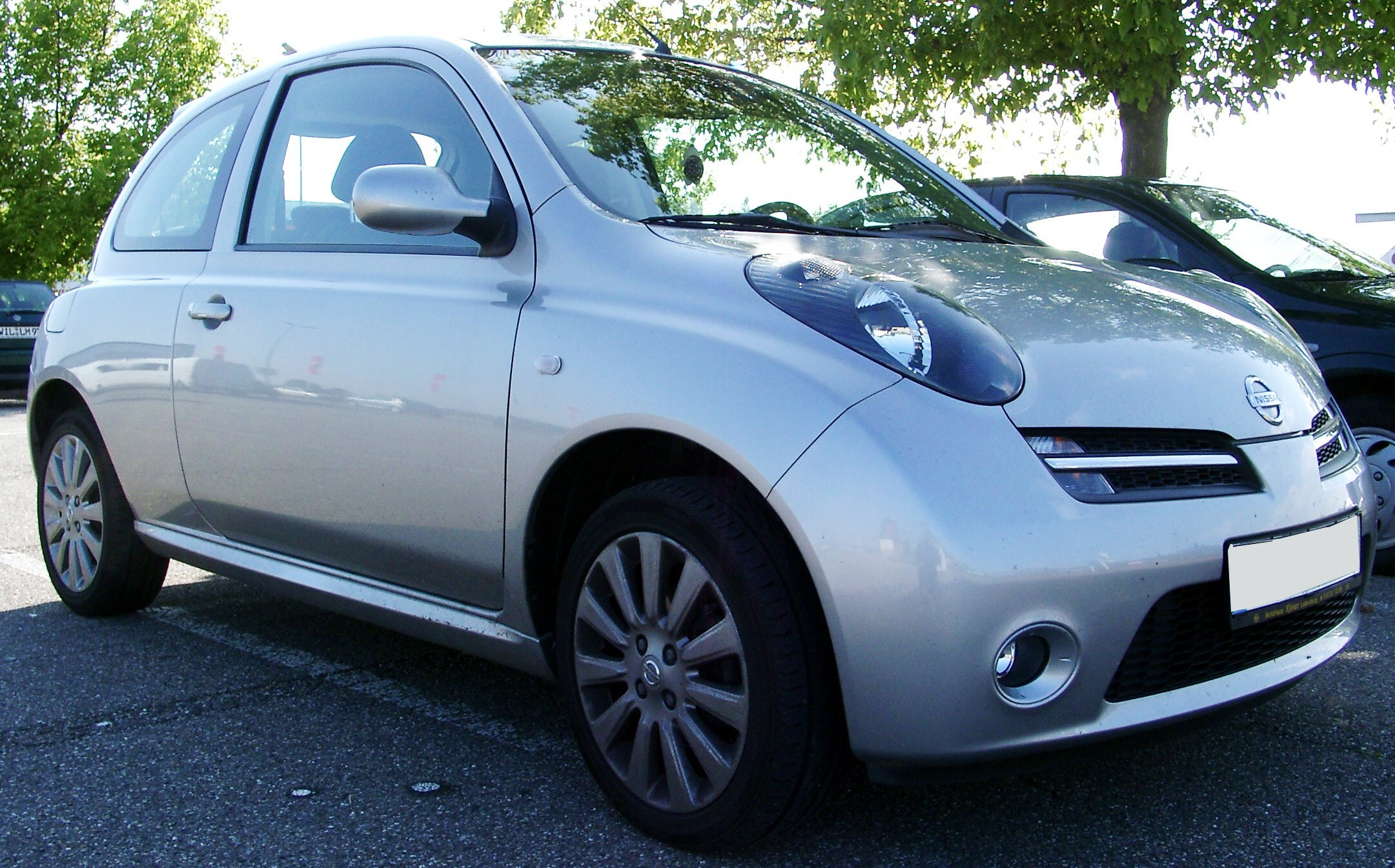
2005 شد الوجه

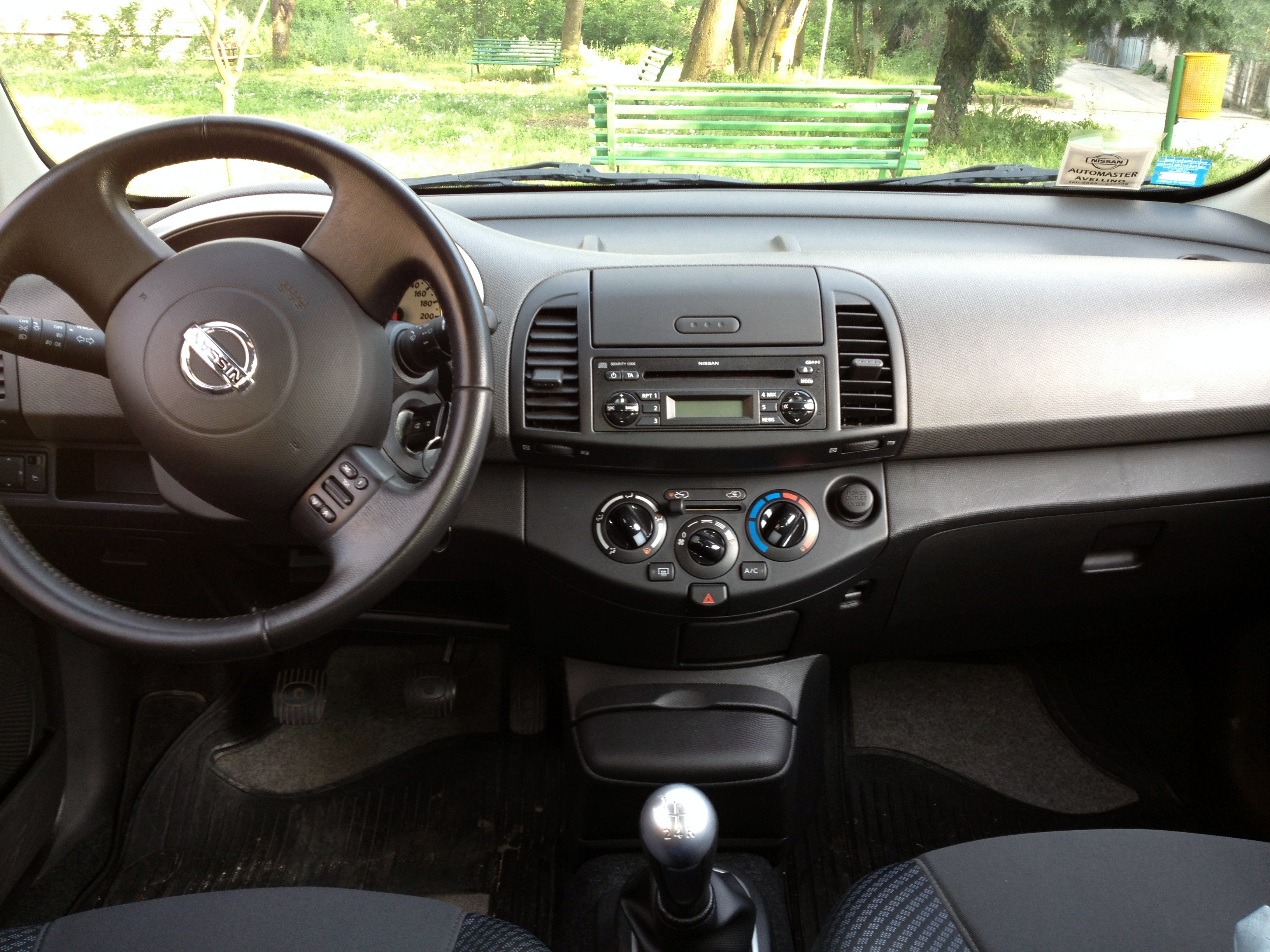
الداخلية

تشمل التغييرات في نيسان مارس ما يلي:
- شبك أمامي معاد تصميمه، ممتص صدمات أمامي، غطاء عجلة كامل مقاس 14 بوصة، ممتص خلفي
- قماش مقعد جديد، مقعد أعيد تشكيله
- قماش مضاف لتزيين الأرضية
- المصباح اليدوي للمصابيح الأمامية (مع المصباح التلقائي للمصابيح الأمامية زينون)
- التغيير إلى محرك HR15DE
- محرك CR12DE مع أفرع العادم غير القابل للصدأ، تلميع منفذ رأس الأسطوانة
- نظام التعليق المعاد تصميمه
- الفرامل الأمامية
- SR ، واقي خلفي، وجناح سقف كبير، وأجزاء ديناميكية هوائية أسفل الهيكل
- مقعد رياضي حصري، عداد، دواسة ألومنيوم، نظام ألوان داخلي أسود

تم طرح النماذج اليابانية للبيع في 25 أغسطس 2005.

## الجيل الرابع (K13 ؛ 2010)
في 1 أكتوبر 2009، تم الكشف عن التصميمات الأولية للجيل الرابع من نيسان ميكرا، والتي تمت الإشارة إليها أولاً باسم W02A وفيما بعد في البيانات الصحفية لشركة نيسان تمت الإشارة إليها باسم K13.
تم بيعها في أكثر من 160 دولة، بما في ذلك تايلاند في مارس 2010 والهند بداية من يوليو 2010 وأوروبا بداية من نوفمبر 2010 وإندونيسيا من ديسمبر 2010. وكان يتم تصنيع ميكرا مارس في مصنع بأمريكا الشمالية، على الرغم من عدم وجود أي مبيعات لهذا الجيل في الولايات المتحدة. ومع ذلك، كان K13 متاحًا في كندا بعد ربيع عام 2014.

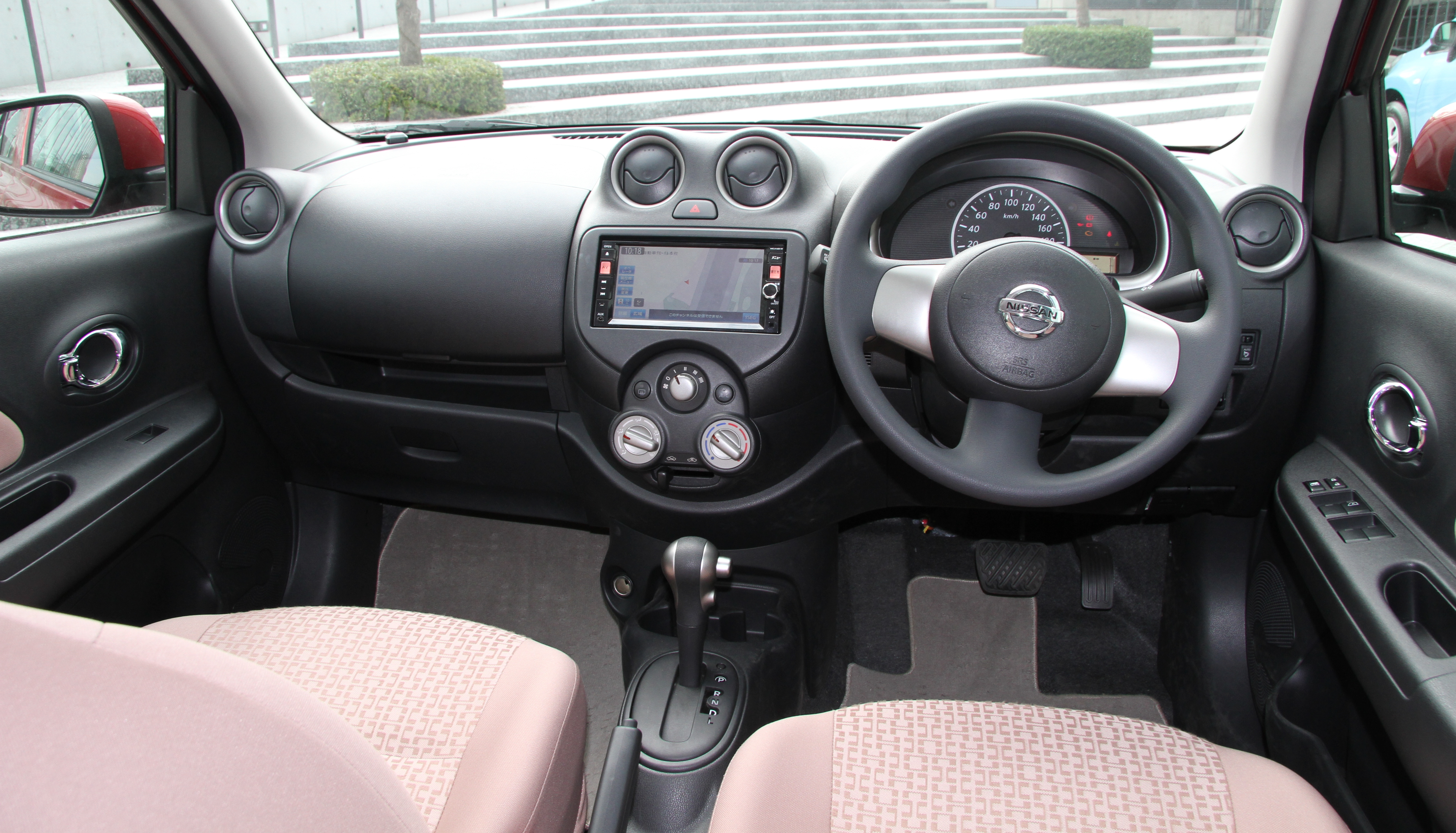
الداخلية

يعتمد التصميم الجديد على منصة Type-V الجديدة بمحرك HR12DE جديد سعة 1.2 لتر 
قدمت نيسان نسخة من سوبر تشارج بمحرك 1.2 (HR12DDR) تسمى في أوروبا باسم ميكرا 1.2 DIG-S  والمحرك الآخر 1.5 (HR15DE) و 1.6 (HR16DE) لأسواق أمريكا الجنوبية وآسيا وأستراليا. من المتوقع أن تكون السيارة ذات كفاءة في استهلاك الوقود، حيث تستهلك 18 كيلومتر لكل لتر من البنزين. تم الإفصاح عن نظام جديد لتحسين الاقتصاد في استهلاك الوقود بنسبة 2.0 كم / لتر. يتميز بالتحكم المتغير في الجهد لتوليد الطاقة باستخدام مولد التيار المتردد (بما في ذلك وظيفة الشحن المتجدد مع طاقة الكبح). معامل ميكرا للسحب هو 0.32 فقط الذي تم تحقيقه جزئيًا من خلال خط السقف الأملس، مع نهاية خلفية مرتفعة، والتي تعدل بشكل مثالي تدفق الهواء إلى الجوانب الخلفية وعناصر أخرى من الجسم مصممة لتقليل مقاومة الهواء مثل مرايا الأبواب، والجناح الأمامي الكبير . تساعد لوحة السقف خفيفة الوزن في الحفاظ على الوزن حتى 915 كيلوغرام (2,017 رطل) . صُممت السيارة لجذب الجماهير من الجنسين، لكنها تبدو أنيقة وقادرة على مواجهة المنافسة الشديدة.

### رينو بولس (2012-2018)

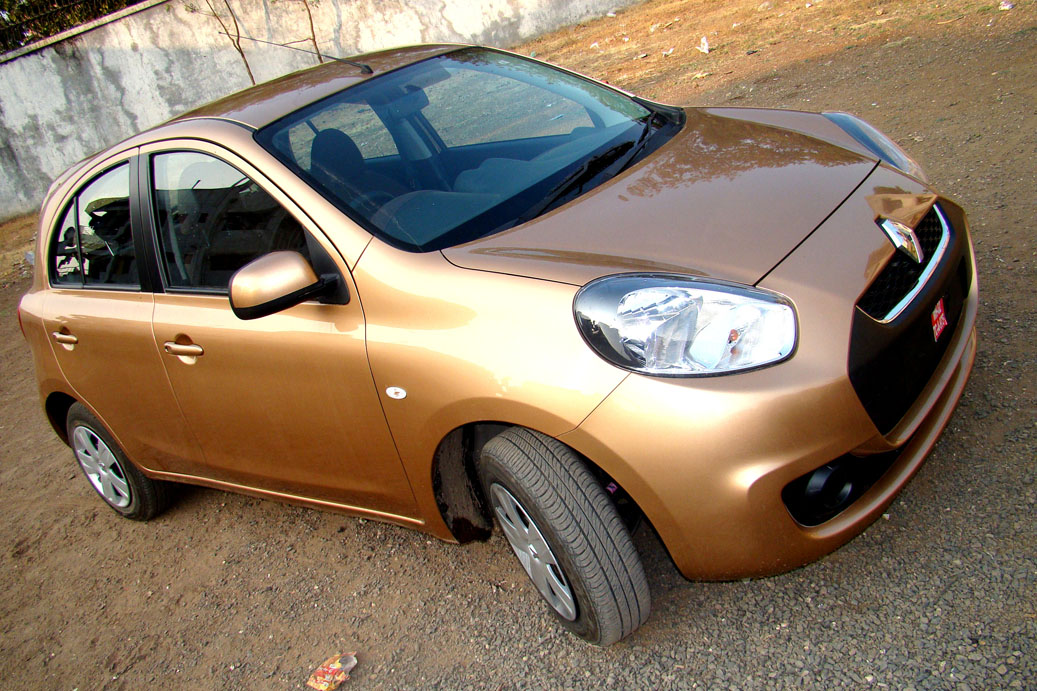
2012 رينو بولس

رينو بولس هي نسخة من نيسان ميكرا صنعتها شركة رينو الهندية المحدودة للسوق الهندية، صممها مركز رينو للتصميم في مومباي. تشمل التغييرات سقفًا مقوسًا كبيرًا ومقصورة كبيرة وأنفًا منقوشًا بشكل كبير. تشتمل طرازات R ، Z على وسائد هوائية أمامية مزدوجة، وتحكم أوتوماتيكي في المناخ، وزر تشغيل / إيقاف المحرك، واستشعار القفل / فتح القفل، وطي مرايا الرؤية الخلفية الخارجية، إلخ.

### محركات
| المحرك                                                   | الرقم الكودي | القوة، عزم الدوران                                                                          |
| -------------------------------------------------------- | ------------ | ------------------------------------------------------------------------------------------- |
| 1,198 سنتيمتر مكعب (1.198 ل؛ 73.1 بوصة3) I3 - 79 حصان    | HR12DE       | 79 حصان متري (58 كـو؛ 78 حصان)@ 6000، 106 نيوتن لكل متر (78 رطل·قدم) @ 4400                 |
| 1,198 سنتيمتر مكعب (1.198 ل؛ 73.1 بوصة3) I3 - 80 حصان    | HR12DE       | 80 حصان متري (59 كـو؛ 79 حصان) @ 6000، 110 نيوتن لكل متر (81 رطل·قدم) @ 4000                |
| 1,198 سنتيمتر مكعب (1.198 ل؛ 73.1 بوصة3) I3 فائق الشحن   | HR12DDR      | 98 حصان متري (72 كـو؛ 97 حصان)@ 5600، 142 نيوتن لكل متر (105 رطل·قدم) @ 4400                |
| 1,498 سنتيمتر مكعب (1.498 ل؛ 91.4 بوصة3) I4 - 99 حصان    | HR15DE       | 99 حصان متري (73 كـو؛ 98 حصان) @ 6000، 14.0 كيلو غرام·متر (137 ن·م؛ 101 رطلق·قدم) @ 4800    |
| 1,598 سنتيمتر مكعب (1.598 ل؛ 97.5 بوصة3) I4 - 107.5 حصان | HR16DE       | 107.5 حصان متري (79 كـو؛ 106 حصان) @ 5600 14.5 كيلو غرام·متر (142 ن·م؛ 105 رطلق·قدم) @ 4000 |

### الانتقال

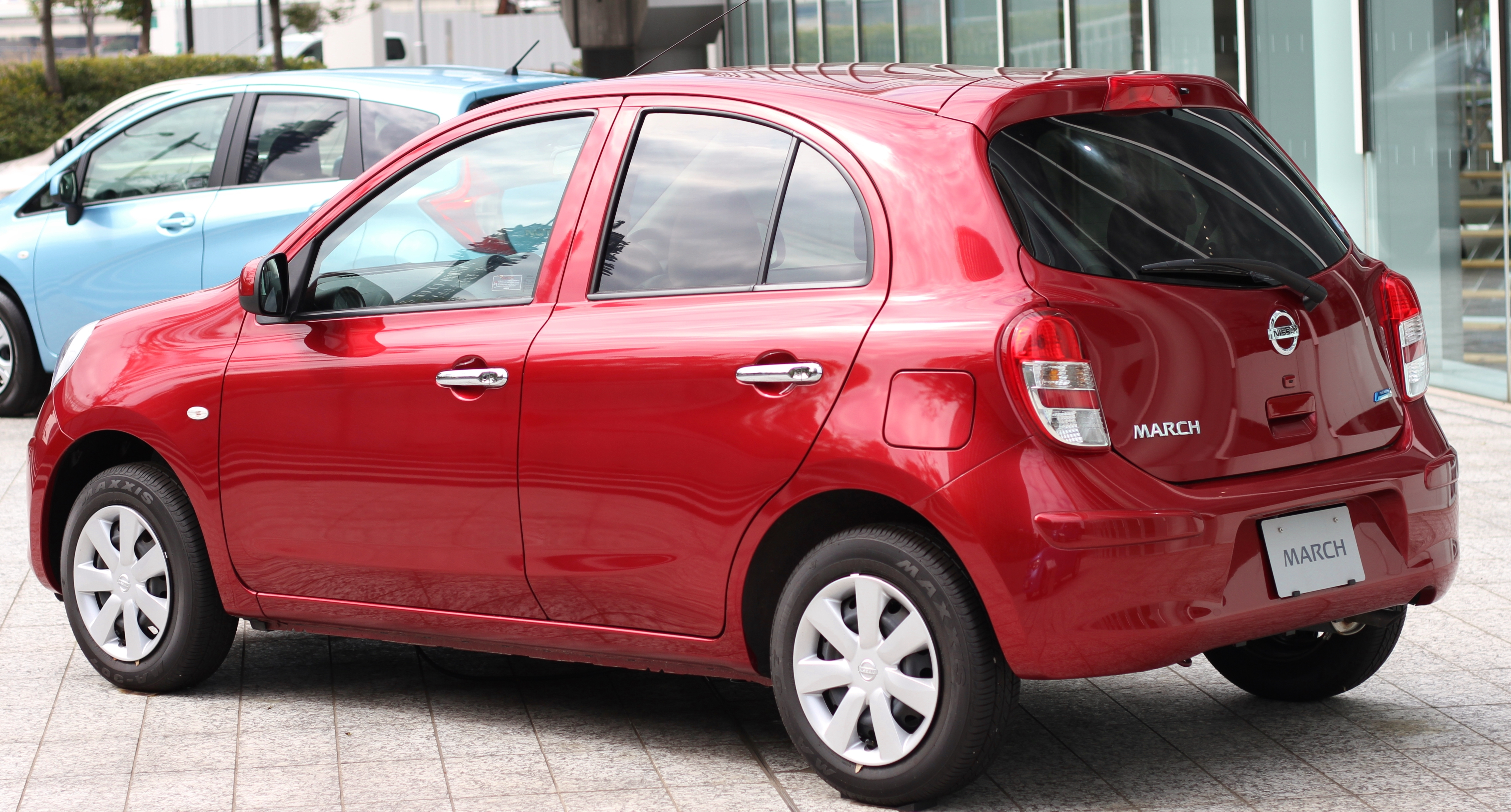
نيسان ما قبل تجميل 12 مارس 30 السعادة (اليابان)

كانت ميكرا المكسيكية الصنع المتوفرة في كندا خيارًا أوتوماتيكيًا بـ 4 سرعات بدءًا من عام 2015 فصاعدًا، مع محرك DOHC 1.6. وفي نهاية مايو 2011، تجاوزت المبيعات العالمية لسيارة نيسان ميكرا / مارس ستة ملايين وحدة.
اعتبارًا من 16 يونيو 2011، أنتج مصنع رينو نيسان أليانس في تشيناي بالهند 100000 سيارة نيسان ميكرا في ما يزيد قليلاً عن عام.

### مارس نيسمو (2013 إلى الوقت الحاضر)

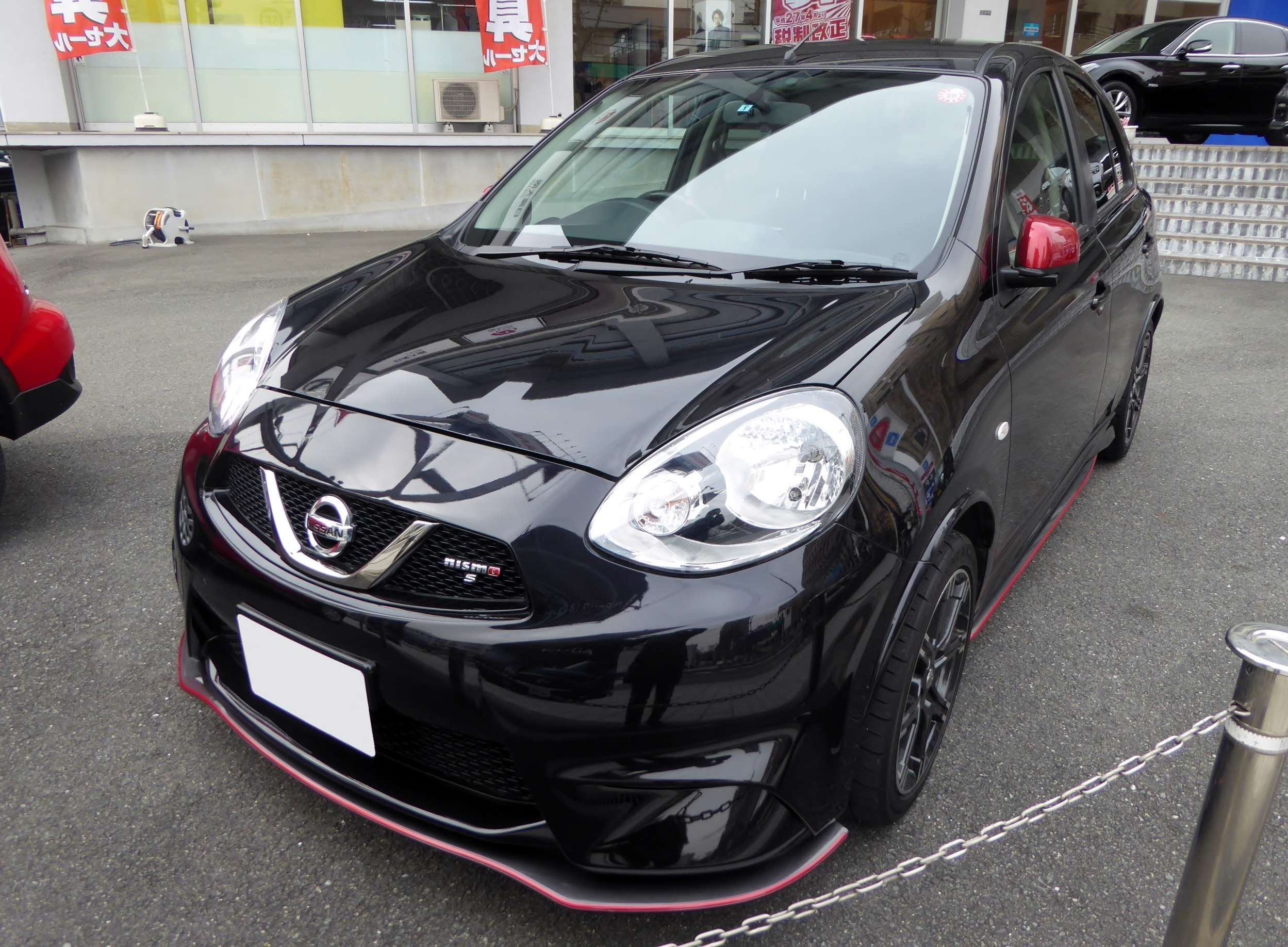
نيسان مارش نيسمو إس (أمامي)

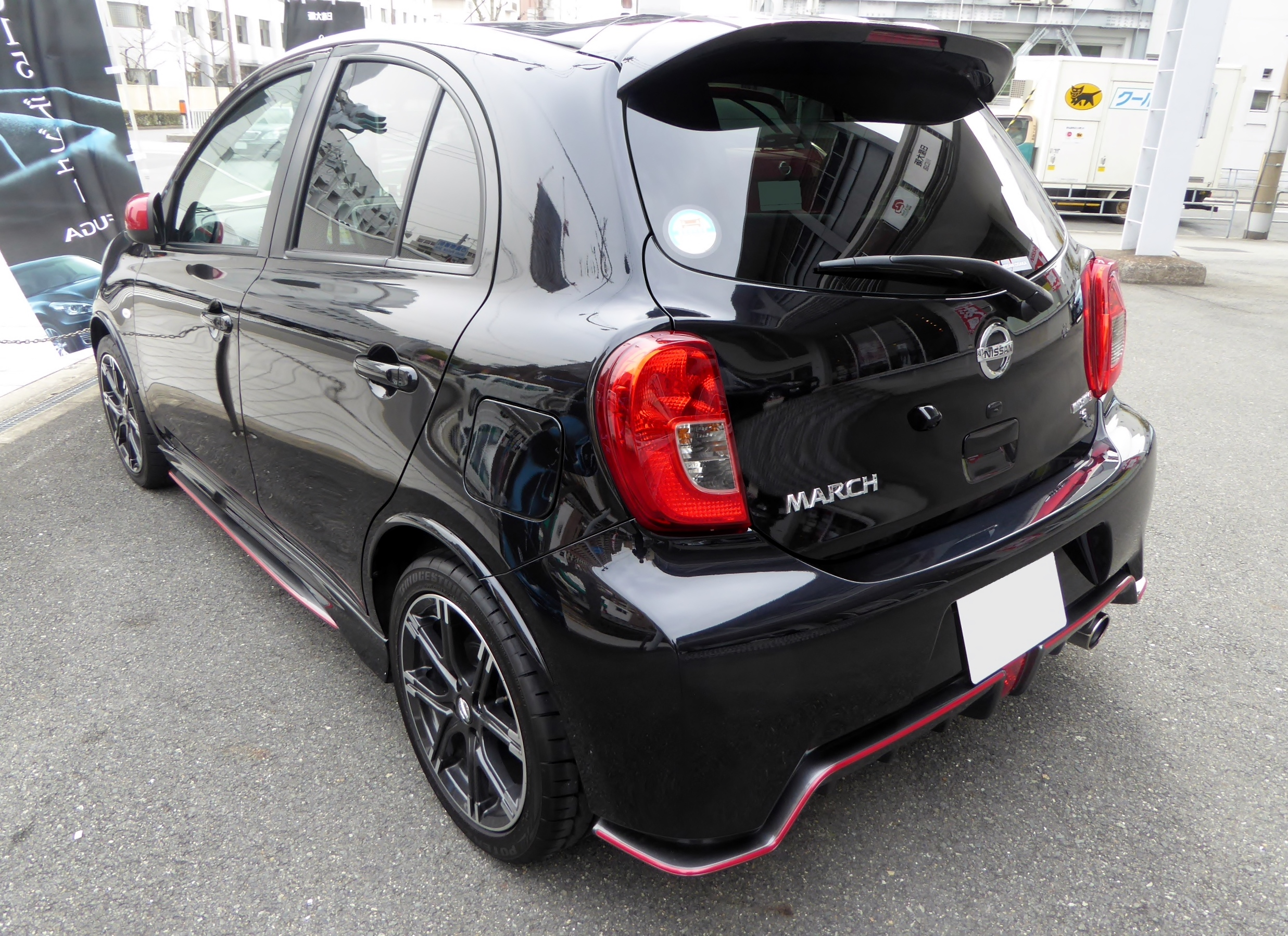
نيسان مارش نيسمو إس (خلفي)

تم طرح نيسمو للبيع في اليابان في ديسمبر 2013. مع كشف الستار عن نيسمو إس في 2014 بمعرض طوكيو للسيارات .

## الجيل الخامس (K14 ؛ 2016)

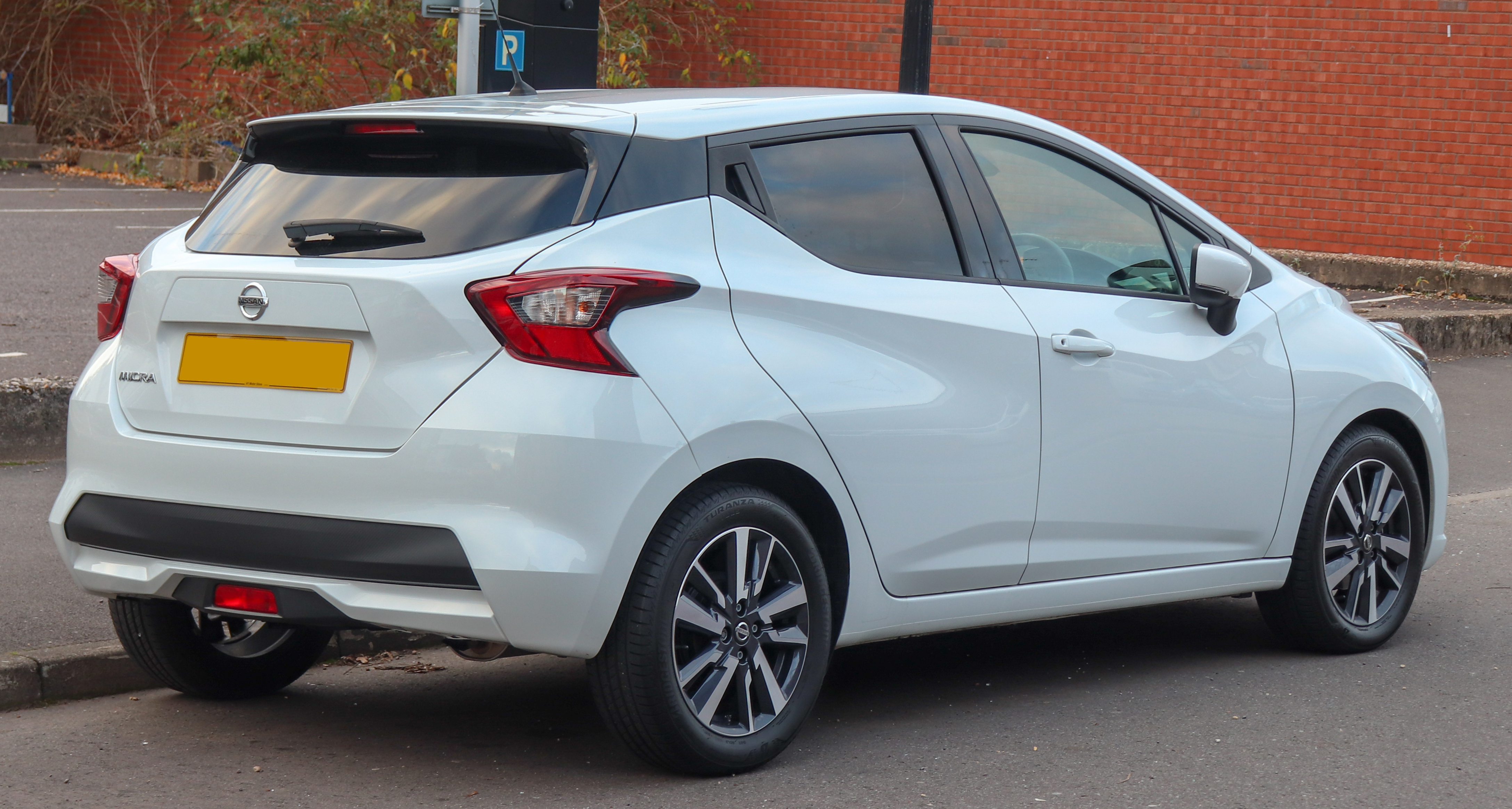
رؤية خلفية

تم الكشف عن الجيل الخامس ميكرا K14 ، في معرض باريس للسيارات 2016 .
يتميز هذا الجيل بتصميم خارجي وداخلي جديد تمامًا. ومثل معظم السيارات الصغيرة الجديدة، تحتوي السيارة على العديد من تخصيصات الألوان. يأتي الجيل الخامس من ميكرا مزودًا بنظام التحكم في السير أو مراقبة السير، والذي يمنع التوجيه الناقص عن طريق الضغط على الفرامل برفق.
حاليًا، يتم تقديمه بمحرك ديزل 1.5 ينتج 90 حصان (67 كـو؛ 91 PS) ، ومحرك بنزين 0.9 ينتج 90 حصان (67 كـو؛ 91 PS) . ومحرك بنزين بمستوى دخول 1.0 بنزين ينتج 70 حصان (52 كـو؛ 71 PS) لينضم بذلك إلى تشكيلة المحركات في المستقبل. يتوفر الجيل الخامس من ميكرا فقط في أوروبا وجنوب إفريقيا، مع ميزات محدودة في جنوب إفريقيا. بدأت المبيعات في أوروبا في مارس 2017. في جنوب إفريقيا، يُباع الجيل الخامس من ميكرا جنبًا إلى جنب مع الجيل الرابع من ميكرا أكتيف وبدأت المبيعات في يونيو 2018.

## إصدارات وطُرز نيسان ميكرا

### نيسان ميكرا اس في
بنزين - حقن وقود كهربائي 1.5 لتر
ما يميز هذا الإصدار
- نظام المكابح المانعة للانغلاق ونظام التوزيع الإلكتروني مع نظام تعزيز الفرملة
- عجلات من الصلب مقاس 14 بوصة مع أغطية كاملة
- مقابض ومرايا باب بلون الهيكل

### نيسان ميكرا إس ال
بنزين - حقن وقود كهربائي 1.5 لتر
ما يميز هذا الإصدار
- نظام المكابح المانعة للانغلاق ونظام التوزيع الإلكتروني مع نظام تعزيز الفرملة
- عجلات مسبوكة من الألمونيوم مقاس 15 بوصة
- قفل مركزي مع الدخول بدون مفتاح[36][37][38]

### المواصفات[39]
|                            | ميكرا إس في                          | ميكرا إس ال                          |
| الخصائص الميكانيكية        |                                      |                                      |
| المحرك                     | 1.5 لتر 4 أسطوانات                   | 1.5 لتر 4 أسطوانات                   |
| قوة المحرك                 | 99 حصان                              | 99 حصان                              |
| عزم الدوران                | 135 نيوتن متر                        | 135 نيوتن متر                        |
| ناقل الحركة                | أوتوماتيكي 4 سرعات                   | أوتوماتيكي 4 سرعات                   |
| نظام الوقود                | بنزين                                | بنزين                                |
| نظام عجلة القيادة          | نظام التوجيه الكهربائي               | نظام التوجيه الكهربائي               |
| نظام التعليق               | ✔                                    | ✔                                    |
| المكابح                    | أقراص هيدروليكية أمامية وأقراص خلفية | أقراص هيدروليكية أمامية وأقراص خلفية |
| العجلات الدافعة            | دفع ثنائي                            | دفع ثنائي                            |
| الاوزان والأبعاد والمقاييس |                                      |                                      |
| الطول الكلي                | 3825                                 | 3825                                 |
| العرض الكلي مع المرايا     | 1665                                 | 1665                                 |
| الارتفاع الكلي             | 1535                                 | 1535                                 |
| قاعدة العجلات              | 2450                                 | 2450                                 |
| عدد المقاعد                | 5                                    | 5                                    |
| سعة خزان الوقود            | 41                                   | 41                                   |
| الإطارات                   | 165/70R14 81S                        | 175/60R15 81H                        |
| العجلات                    | 14 بوصة فولاذية                      | 15 بوصة فولاذية                      |
| وزن السيارة                | 987                                  | 1021                                 |

### التجهيزات
(ملحوظة على الجدول: ✔ قياسي ×غير متوفر * اختياري)
|                                           | ميكرا إس في                      | ميكرا إس ال                         |
| الخصائص الخارجية                          |                                  |                                     |
| المصابيح الأمامية                         | ✔                                | أوتوماتيكي                          |
| مصابيح LED نهارية                         | *                                | ×                                   |
| المصابيح الخلفية                          | ✔                                | ✔                                   |
| مصابيح ضبابية أمامية                      | ×                                | ✔                                   |
| مصابيح ضبابية خلفية                       | ✔                                | ✔                                   |
| المرايا الجانبية                          | إمكانية الطي يدوياً والتعديل آلياً | الطي الكهربائي والتعديل آلياً ومدفأة |
| مصباح إنارة أرضية                         | ×                                | ×                                   |
| جناح سبويلر خلفي                          | ×                                | ×                                   |
| قضبان سقفية                               | ×                                | ×                                   |
| المصدات                                   | ✔                                | ✔                                   |
| حلقة قطر                                  | ×                                | ×                                   |
| فتحة سقف                                  | ×                                | ×                                   |
| صندوق الأمتعة/الباب الخلفي                | بوابة خلفية                      | بوابة خلفية                         |
| مساحات زجاج أمامي                         | متقطّع متغيّر                      | أوتوماتيكي ومتقطّع متغيّر             |
| مساحات زجاج خلفي                          | متقطّع                            | متقطّع بالتزامن عند الرجوع للخلف     |
| خصائص مميزة                               | ×                                | ×                                   |
| التقنيات وخصائص الراحة الداخلية           |                                  |                                     |
| مقابس الطاقة                              | 12V                              | 12V                                 |
| تنجيد المقاعد                             | قماش                             | قماش                                |
| تنجيد عجلة القيادة                        | ✔                                | ✔                                   |
| تحريك وإمالة عجلة القيادة                 | ✔                                | ✔                                   |
| شاشة معلومات للسائق                       | ×                                | ×                                   |
| أزرار عجلة القيادة                        | ×                                | ✔                                   |
| عصا ناقل الحركة من الجلد                  | ×                                | ×                                   |
| نظام تحكم عن بعد وقفل أبواب مركزي         | ✔                                | ✔                                   |
| زر تشغيل/إطفاء المحرك                     | ×                                | *                                   |
| تقنية تثبيت السرعة                        | ×                                | ✔                                   |
| مقعد السائق قابل للتعديل                  | يدوي                             | يدوي                                |
| مقعد الراكب قابل للتعديل                  | يدوي                             | يدوي                                |
| تكييف المقاعد الأمامية                    | ×                                | ×                                   |
| جيوب خلفية للمقاعد الأمامية               | ×                                | ✔                                   |
| إمكانية طي مقاعد الصف الثاني              | ×                                | 60/40                               |
| إمكانية طي مقاعد الصف الثالث              | ×                                | ×                                   |
| صندوق تبريد                               | ×                                | ×                                   |
| إنارة أرضية في المقصورة                   | ×                                | ×                                   |
| بدء تشغيل المحرك عن بعد                   | ×                                | ×                                   |
| مفتاح ذكي                                 | ×                                | *                                   |
| شاحن لاسلكي للهاتف                        | ×                                | ×                                   |
| التحكم بالمناخ                            | يدوي                             | يدوي                                |
| التحكم بالمناخ في المقاعد الخلفية         | ×                                | ×                                   |
| الترفية والمعلومات والصوت                 |                                  |                                     |
| نظام الترفية والمعلومات                   | راديو AM/FM وCD وMP3 وAUX        | راديو AM/FM وCD وMP3 وAUX           |
| ®APPLE CARPLAY و ™ANDROID AUTO            | ™ANDROID AUTO*                   | ×                                   |
| النظام الصوتي                             | 4 مكبر صوت                       | 4 مكبر صوت                          |
| شاشات في المقاعد الخلفية                  | ×                                | ×                                   |
| نظام الترفية للمقاعد الخلفية              | ×                                | ×                                   |
| تقنية بلوتوث                              | ×                                | ×                                   |
| مرآة الرؤية الخلفية                       | ×                                | ×                                   |
| نظام مراقبة الطرق الوعرة                  | ×                                | ×                                   |
| السلامة والأمان                           |                                  |                                     |
| الوسائد الهوائية                          | السائق والراكب الأمامي           | السائق والراكب الأمامي              |
| ABS, EBD, VDC, TCS                        | بدون VDC و TCS                   | بدون VDC و TCS                      |
| تقنية التحكم على المنحدرات                | ×                                | ×                                   |
| ترس تفاضلي محدود                          | ×                                | ×                                   |
| نظام التحكم الهيدروليكي بحركة الهيكل      | ×                                | ×                                   |
| نظام التحذير قبل التصادم الأمامي الذكي    | ×                                | ×                                   |
| تقنية التحذير مما في المناطق العمياء      | ×                                | ×                                   |
| نظام التدخل الذكي لمنع التصادم عند الرجوع | ×                                | ×                                   |
| نظام الفرملة الطارئة الذكي                | ×                                | ×                                   |
| نظام التنبيه عند الرجوع للخلف             | ×                                | ×                                   |
| تقنية التحكم على حارة السير الذكية        | ×                                | ×                                   |
| تقنية مساعدة للتحكم بالضوء العالي         | ×                                | ×                                   |
| حساسات ركن                                | *                                | ×                                   |
| تقنية المساعدة على الركن                  | ×                                | ×                                   |
| قفل ترس التفاضل الخلفي                    | ×                                | ×                                   |
| نظام مراقبة ضغط الإطارات                  | ×                                | ×                                   |
| تفعيل أضواء التحذير تلقائياً               | ×                                | ×                                   |
| أقفال الأبواب مستشعرة لحالات التصادم      | ×                                | ×                                   |
| نظام منع حركة السيارة ونظام تنبية السائق  | ✔                                | ✔                                   |
| نقاط تثبيت لكراسي الأطفال                 | ✔                                | ✔                                   |

## نيسان ميكرا - أرقام مبيعات كندا
نيسان ميكرا - كندا - شهري
| عام  | يناير         | فبراير        | مارس           | أبريل         | مايو          | يونيو         |
| ---- | ------------- | ------------- | -------------- | ------------- | ------------- | ------------- |
| 2014 | 0             | 0             | 0              | 201           | 877           | 929           |
| 2015 | 679           | 758           | 1,013          | 1,240         | 1,278         | 1.056         |
| 2016 | 645           | 707           | 1,184          | 930           | 934           | 974           |
| 2017 | 459           | 354           | 875            | 772           | 922           | 1,074         |
| 2018 | 370           | 437           | 578            | 594           | 741           | 590           |
| 2019 | 294           | 317           | 582            | 556           | 815           | 711           |
| 2020 | 383           | 443           | 220            | 151           | 335           | 352           |
|      | إجمالي = 2830 | إجمالي = 3016 | إجمالي = 4,452 | إجمالي = 4444 | إجمالي = 5902 | إجمالي = 5686 |

| عام  | يوليو          | أغسطس         | سبتمبر        | أكتوبر        | نوفمبر         | ديسمبر         |
| ---- | -------------- | ------------- | ------------- | ------------- | -------------- | -------------- |
| 2014 | 1,250          | 870           | 969           | 967           | 924            | 828            |
| 2015 | 1,127          | 1116          | 1138          | 880           | 877            | 747            |
| 2016 | 803            | 980           | 921           | 703           | 662            | 453            |
| 2017 | 946            | 892           | 922           | 730           | 472            | 394            |
| 2018 | 363            | 375           | 368           | 410           | 324            | 222            |
| 2019 | 600            | 548           | 510           | 576           | 442            | 410            |
| 2020 | 434            | 386           | 418           | 0             | 0              | 0              |
|      | إجمالي = 5,523 | إجمالي = 5167 | إجمالي = 5246 | إجمالي = 4266 | إجمالي = 3,701 | إجمالي = 3.054 |

نيسان ميكرا - كندا - سنوي
| عام  | المبيعات |
| ---- | -------- |
| 2014 | 7815     |
| 2015 | 11909    |
| 2016 | 9896     |
| 2017 | 8812     |
| 2018 | 5372     |
| 2019 | 6,361    |
| 2020 | 3,122    |

## روابط خارجية
- نيسان مارس
- متحف نيسان باللغة اليابانية
- مارس ريال سعودي باللغة اليابانية
- تاريخ وتعديلات K10 و K11
- نيسان K11 مارس: 1999-2000 ، 2000-2001 ، 2001-2002
- نيسان K12 مارس: 2002-2004 ، 2004-2005 ، 2005-2007 ، 2008-2010
- متحف نيسان مارس